# 中国驻斯里兰卡大使列表
本列表为中華民國和中華人民共和國驻斯里兰卡历任大使名录。

## 历任中国驻锡兰领事

### 中华民国驻科伦坡领事（1944年－1950年）
1944年3月15日，中華民國向英國殖民地錫蘭派駐了駐科伦坡領事。1948年2月4日，錫蘭獨立，中華民國與之繼續保持領事關係。1950年1月7日，錫蘭政府承認中華人民共和國。同日，錫蘭政府與中華民國斷交。
| 姓名   | 任命          | 到任           | 递交委任书 | 免职 | 离任      | 领事职务 | 备注 | 备注 |
| ------ | ------------- | -------------- | ---------- | ---- | --------- | -------- | ---- | ---- |
| 楊冕煌 | 1944年3月15日 | 1944年12月11日 |            |      | 1950年1月 | 領事     |      |      |

## 历任中国驻斯里兰卡大使

### 中华人民共和国驻锡兰、斯里兰卡大使（1957年至今）
1950年，锡兰承认新成立的中华人民共和国。1957年2月7日，中华人民共和国与锡兰正式建交，并开始派遣驻锡兰大使。1972年5月22日，锡兰改国名為斯里兰卡。
| 姓名   | 任命           | 任命           | 到任           | 递交国书       | 免职           | 免职           | 离任           | 外交衔级 | 外交职务     | 备注         |
| 姓名   | 全国人大常委会 | 主席           | 到任           | 递交国书       | 全国人大常委会 | 主席           | 离任           | 外交衔级 | 外交职务     | 备注         |
| ------ | -------------- | -------------- | -------------- | -------------- | -------------- | -------------- | -------------- | -------- | ------------ | ------------ |
| 张灿明 | 1957年3月26日  | 1957年5月16日  | 1957年6月      | 1957年6月14日  | 1962年7月6日   | 1962年8月13日  | 1962年8月      | 大使     | 特命全权大使 |              |
| 谢克西 | 1962年7月6日   | 1962年8月13日  | 1962年9月11日  | 1962年9月15日  | 1965年12月16日 | 不適用         | 1965年12月22日 | 大使     | 特命全权大使 |              |
| 柳雨峰 | 1965年12月16日 | 不適用         | 未到任         | 不適用         | 1966年9月15日  | 不適用         | 不適用         | 大使     | 特命全权大使 |              |
| 姚广   | 1966年9月15日  | 不適用         | 未到任         | 不適用         | 不適用         | 不適用         | 不適用         | 大使     | 特命全权大使 |              |
| 国鹰   | 不適用         | 不適用         | 1965年12月     | 不適用         | 不適用         | 不適用         | 1967年         | 参赞     | 临时代办     |              |
| 奚业胜 | 不適用         | 不適用         | 1967年         | 不適用         | 不適用         | 不適用         | 1970年         | 参赞     | 临时代办     |              |
| 曹克强 | 1969年10月     | 不適用         | 未到任         | 不適用         | 1970年6月      | 不適用         | 不適用         | 大使     | 特命全权大使 |              |
| 杨正凡 | 不適用         | 不適用         | 1970年         | 不適用         | 不適用         | 不適用         | 1970年8月      | 参赞     | 临时代办     |              |
| 马子卿 | 不適用         | 不適用         | 1970年8月14日  | 1970年9月1日   | 不適用         | 不適用         | 1973年2月7日   | 大使     | 特命全权大使 |              |
| 黄明达 | 不適用         | 不適用         | 1973年3月23日  | 1973年3月29日  | 1977年10月24日 | 不適用         | 1977年5月27日  | 大使     | 特命全权大使 | 兼驻马尔代夫 |
| 孙盛渭 | 1977年10月24日 | 不適用         | 1977年9月      | 1977年9月23日  | 1981年3月6日   | 不適用         | 1981年1月      | 大使     | 特命全权大使 | 兼驻马尔代夫 |
| 高锷   | 1981年3月6日   | 不適用         | 1981年3月      |                | 1984年7月7日   | 1984年12月14日 | 1984年10月8日  | 大使     | 特命全权大使 | 兼驻马尔代夫 |
| 周善延 | 1984年7月7日   | 1984年12月14日 | 1984年11月11日 | 1984年11月19日 | 1987年6月23日  | 1987年8月15日  | 1987年6月      | 大使     | 特命全权大使 | 兼驻马尔代夫 |
| 张瑞杰 | 1987年6月23日  | 1987年8月15日  | 1987年9月      | 1987年9月14日  | 1991年6月29日  | 1991年9月3日   | 1991年8月      | 大使     | 特命全权大使 | 兼驻马尔代夫 |
| 张联   | 1991年6月29日  | 1991年9月3日   | 1991年9月      | 1991年9月18日  | 1993年9月2日   | 1993年12月11日 | 1993年12月     | 大使     | 特命全权大使 | 兼驻马尔代夫 |
| 张成礼 | 1993年9月2日   | 1993年12月11日 | 1993年12月     | 1993年12月16日 | 1994年12月29日 | 1995年3月27日  | 1995年2月23日  | 大使     | 特命全权大使 | 兼驻马尔代夫 |
| 陈德福 | 1994年12月29日 | 1995年3月27日  | 1995年3月28日  |                | 1998年11月4日  | 1999年8月13日  | 1999年5月      | 大使     | 特命全权大使 | 兼驻马尔代夫 |
| 张云   | 1998年11月4日  | 1999年8月13日  | 1999年6月      | 1999年7月19日  | 2000年4月29日  | 2000年7月26日  | 2000年6月      | 大使     | 特命全权大使 | 兼驻马尔代夫 |
| 江勤政 | 2000年4月29日  | 2000年7月26日  | 2000年7月      | 2000年8月23日  |                | 2003年4月1日   | 2003年2月      | 大使     | 特命全权大使 | 兼驻马尔代夫 |
| 孙国祥 |                | 2003年4月1日   | 2003年4月      | 2003年4月4日   | 2006年8月27日  | 2006年12月15日 | 2006年10月     | 大使     | 特命全权大使 | 兼驻马尔代夫 |
| 叶大波 | 2006年8月27日  | 2006年12月15日 | 2006年12月20日 | 2006年12月22日 | 2008年10月28日 | 2009年2月6日   | 2009年1月      | 大使     | 特命全权大使 | 兼驻马尔代夫 |
| 杨秀萍 | 2008年10月28日 | 2009年2月6日   | 2009年1月18日  | 2009年3月9日   | 2012年2月29日  | 2012年6月18日  | 2012年5月      | 大使     | 特命全权大使 | 兼驻马尔代夫 |
| 吴江浩 | 2012年2月29日  | 2012年6月18日  | 2012年6月10日  | 2012年6月26日  | 2014年12月28日 | 2015年3月19日  | 2015年2月      | 大使     | 特命全权大使 |              |
| 易先良 | 2014年12月28日 | 2015年3月19日  | 2015年2月24日  | 2015年2月26日  | 2017年11月4日  | 2018年1月29日  | 2017年12月18日 | 大使     | 特命全权大使 |              |
| 程学源 | 2017年11月4日  | 2018年1月29日  | 2018年1月21日  | 2018年1月23日  | 2020年4月29日  | 2020年11月5日  | 2020年2月29日  | 大使     | 特命全权大使 |              |
| 戚振宏 | 2020年8月11日  | 2020年11月5日  | 2020年10月30日 | 2020年11月19日 | 现任           |                |                | 大使     | 特命全权大使 |              |

## 附錄

### 中華民國駐斯里蘭卡代表（1989年－1991年）
1989年6月中旬，中华民国政府在斯里兰卡首都科伦坡设置「驻斯里兰卡台北商务代表团」，1991年11月18日，關閉代表團。
| 姓名   | 任命          | 到任           | 免职 | 离任           | 外交衔级 | 备注 | 备注 |
| ------ | ------------- | -------------- | ---- | -------------- | -------- | ---- | ---- |
| 許懷聰 | 1989年2月20日 | 1989年5月2日   |      | 1990年8月2日   | 處長     |      |      |
| 陳西忠 | 1990年9月26日 | 1990年11月20日 |      | 1991年11月19日 | 處長     |      |      |